# Mahinda
Mahinda (szanszkrit Mahendra, született: Uddzsaín, ma Madhja Prades, India, i. e. 3. század) buddhista szerzetes, aki a buddhista források szerint eljuttatta a buddhizmust Srí Lankába. Ő volt Asóka maurja uralkodó és Devi királynő elsőszülött fia, Szangamittá bátyja.
Asóka adta neki a Mahendra nevet, amelynek jelentése „a világ legyőzője”. Azonban Mahendra az édesanyja vágyait váltotta valóra azzal, hogy szerzetes lett belőle.

## Történelmi források
A Dípavamsza és a Mahávamsza Srí Lanka két nagy vallásos krónikája leírja Mahinda utazását Srí Lankába és áttérítette Devanampijatissza királyt a buddhizmusra. Ezek az életének és cselekedeteinek elsődleges forrásai. Feliratok és irodalmi művek is arról számolnak be, hogy a buddhizmus a 3. században honosodott meg Srí Lankán, tehát Mahinda idején.
A Mahávamsza azt írja, hogy Mahinda, Asóka fia, Srí Lankába érkezett és Asóka lánya apácának állt és elhozta a Bódhifát. Azonban nem csak Asóka nem említi ezeket, hanem egyetlen szobor vagy falfestmény sem készült róluk a szingaléz művészet legkorábbi időszakában. Még a legrégebbi sztúpák sem árulnak el semmit a testvérpárról.
A Mahinda történelmi hitelessége azzal kapcsolatban, hogy a szingaléz király áttért volna a buddhizmusra, szintén vitatott. Hermann Oldenberg német indológus professzor szerint ez a történet csupán koholmány. V. A. Smith szerint szintén csak legenda.
Következetlenség van abban a tekintetben is, hogy Asóka melyik évben küldött hittérítőket Srí Lankába. A Mahávamsza szerint a hittérítők az i. e. 255-ben érkeztek, viszont Asóka 13-as rendelete szerint ez 5 évvel korábban volt.

## Élete
Mahinda Vidisa területén nőtt fel, az édesanyja rezidenciáján, és húszéves korában vált szerzetessé Moggaliputta Tisszával egyetemben. Az apja spirituális tanítója tanította Mahindát is a Tripitaka műveire. A harmadik buddhista tanácskozás után Mahindát Moggaliputta Tissza tanácsára Srí Lankába küldték, hogy terjessze a buddhizmust. Az útján elkísérte egy világi tanítványa, Bhankuka is, aki a másod unokatestvére volt.
Annak ellenére, hogy Asóka szerette volna ha Mahinda veszi át a birodalma irányítását, az ortodox hindu közösség elutasította a buddhista királyi herceget, akinek az édesanyja vaisja származású volt, ráadásul Mahindából is hiányzott a lelkesedés, hogy birodalmi uralkodóvá váljon. Ezért Asóka idővel feladta ezen szándékát. A történeti írások szerint Mahinda spirituális szándékkal ment Srí Lankába, a történészek szerint azonban valószínűbb, hogy politikai indíttatása volt. Asóka attól tartott, hogy a féltestvéréhez hasonlóan Mahindát is meggyilkolnák a trónért folytatott viszályokban, ezért küldte fiát Ceylonba. A küldöttség a Vedaszagiri vihárából indult, amelyről azt feltételezik, hogy megegyezik a mai szancsi buddhista emlékekkel.
A Mahávamsza és a Dípavamsza, Srí Lanka ősi krónikái, szerint a küldöttség a nemzeti ünnep (Dzsettha] teliholdján érkezett a szigetország területére. A király, Devanampija Tissza éppen vadászaton vett részt a Mihintale lankáin. A király és Mahinda apja korábban királyi ajándékokat küldtek egymásnak a trónra lépéseik alkalmából. A külföldi csoportot meghívták Anuradhapura városába, a király székhelyére, ahol Mahinda dharma beszédet tartott. Mahinda később még két alkalommal tartott nyilvános beszédet a király kérésére, egyszer a királyi nagyteremben, egyszer pedig a királyi parkban, a Nandana kertben. A Mahamegha királyi parkot kapta Mahinda rezidenciául, ahol később megépítették a híres kolostoriskolát, a Mahávihárát, a buddhista kultúra első ceyloni központját. A Csetijagirivihára kolostort később alapította a szigeten Mihintale.
Mahinda embereket küldött Magadhába, hogy hozzák el a húgát, Szanghamittát, aki buddhista apáca volt, hogy Srí Lankán is indítsa el a buddhista női átadási vonalat. Mahinda kérésére hoztak a Bodh-Gajában álló eredeti bodhifából egy vesszőt Srí Lankába, ahol a mai napig áll a fa a Mahávihára kolostornál. Mahinda egy alkalommal Mihintalébe vonult vissza a monszunos vassza idejére, így ezen a helyen is építettek királyi támogatásból egy kolostort. Később Mahinda egy sztúpa építésére is engedélyt kapott, ahova a Maurja Birodalomból elszállították Gautama Buddha egy részét. Ezután küldtek egy Arittha nevű szerzetest, hogy segítsen a vinaja (egyházi szabályzatok) pontos megalapozásában.
Mahinda 80 éves korában hunyt el Srí Lankán. Az ereklyéit a Mihintale sztúpába helyezték el.